# Kantnålsfiskar

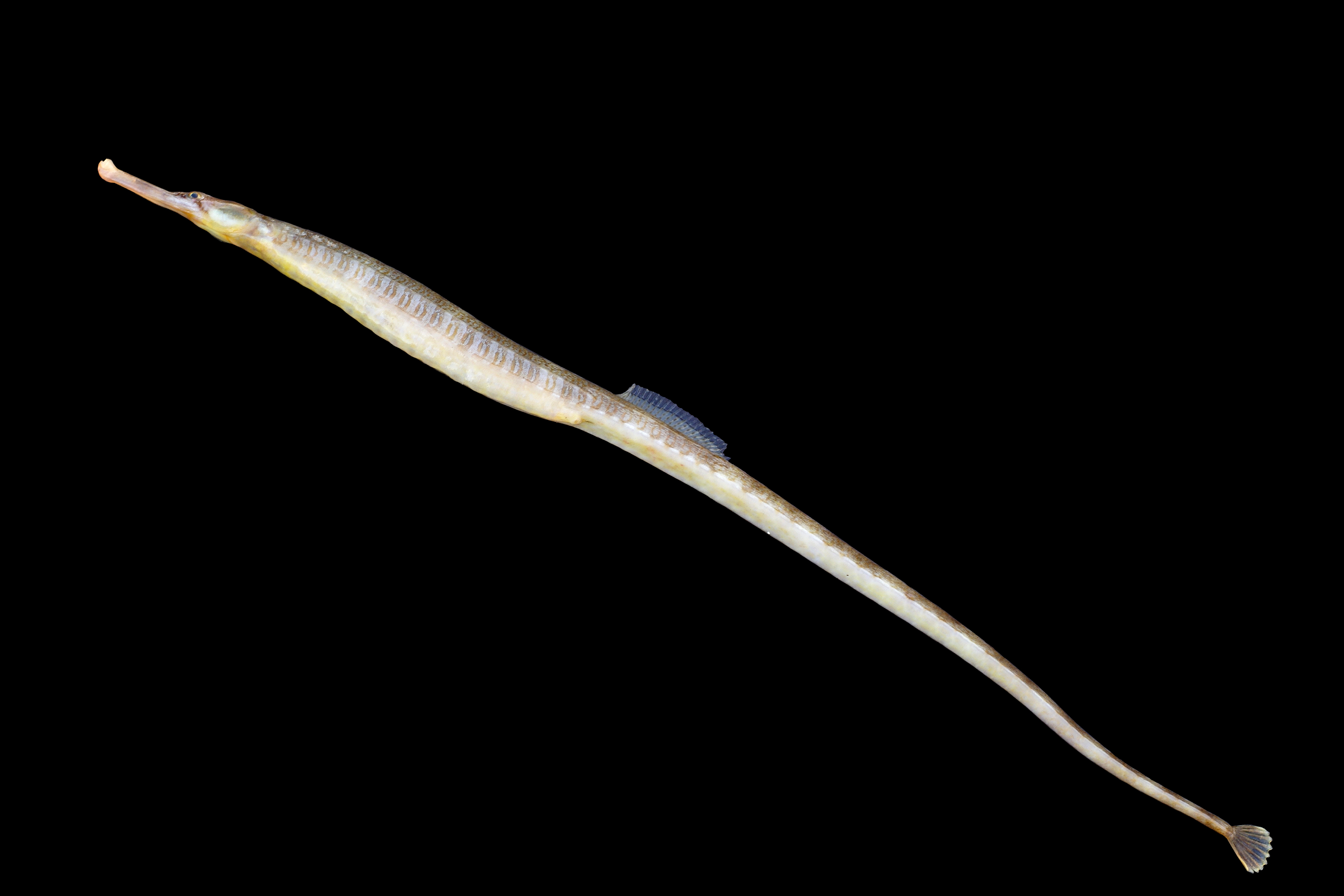
Större kantnål

Kantnålsfiskar (Syngnathidae) är en familj bland ordningen rörnosade fiskar hos benfiskarna.

## Utseende
De kännetecknas av en långsmal kropp med en lång, tubformad nos med en liten munöppning i spetsen. Nosen fungerar som en pipett som suger upp födan (oftast olika former av zooplankton). Hos alla arter tar hanen hand om äggen. Oftast har hanen en yngelpåse, som är bildad av hudveck på buken, i vilken honan lägger äggen. Hos vissa arter är dock yngelpåsen reducerad, och äggen fästs direkt på buken. 
Sjöhästarna avviker något genom att ha en 90 graders vinkel mellan kropp och huvud, så fisken får en hästliknande form. 

## Utbredning
Kantnålsfiskar är framför allt tropiska, men de finns även i tempererade farvatten. Vissa arter förekommer även i sötvatten, till exempel kan den långnosade sjöhästen gå upp i Themsen.

## Taxonomi
Familjen består av 215 arter fördelade på 50 släkten. Några av dem är:
- Underfamilj Hippocampinae
  - Släkte Sjöhästar (Hippocampus)
    - Långnosad sjöhäst (H. guttulatus)
    - Kortnosad sjöhäst (H. hippocampus)

  - Släkte Histiogamphelus
- Underfamilj Syngnathinae (kantnålar)
  - Släkte Acentronura Kaup, 1953
  - Släkte Anarchopterus Hubbs, 1935
  - Släkte Apterygocampus Weber, 1993
  - Släkte Bhanotia Hora, 1926
  - Släkte Bryx Herald, 1940
  - Släkte Bulbonaricus Schultz, Herald, Lachner, Welander & Woods, 1953
  - Släkte Campichthys Whitley, 1931
  - Släkte Choeroichthys Kaup, 1856
  - Släkte Corythoichthys Kaup, 1853
  - Släkte Cosmocampus Dawson, 1979
  - Släkte Doryichthys Kaup, 1953
  - Släkte Doryrhamphus Kaup, 1856
  - Släkte Dunckerocampus Whitley, 1933
  - Släkte Enneacampus Dawson, 1981
  - Släkte Entelurus Duméril, 1870
    - Större havsnål (E. aequoreus)

  - Släkte Festucalex Whitley, 1991
  - Släkte Filicampus Whitley, 1948
  - Släkte Halicampus Kaup, 1856
  - Släkte Haliichthys Gray, 1859
  - Släkte Heraldia Paxton, 1975
  - Släkte Hippichthys Bleeker, 1849
  - Släkte Hypselognathus Whitley, 1948
  - Släkte Ichthyocampus Kaup, 1853
  - Släkte Kaupus Whitley, 1971
  - Släkte Kimblaeus Dawson, 1980
  - Släkte Leptoichthys Kaup, 1853
  - Släkte Leptonotus Kaup, 1853
  - Släkte Lissocampus Waite & Hale, 1921
  - Släkte Maroubra Whitley, 1948
  - Släkte Micrognathus Duncker, 1912
  - Släkte Microphis Kaup, 1853
  - Släkte Minyichthys Herald & Randall, 1972
  - Släkte Mitotichthys Whitley, 1948
  - Släkte Nannocampus Günther, 1877
  - Släkte Nerophis Rafinesque, 1810
    - Mindre havsnål (N. ophidion)
    - Krumnosig havsnål (N. lumbriciformis)

  - Släkte Notiocampus Dawson, 1979
  - Släkte Penetopteryx Lunel, 1881
  - Släkte Phoxocampus Dawson, 1977
  - Släkte Phycodurus Gill, 1896
    - Flikfisk (Phycodurus eques)

  - Släkte Phyllopteryx Swainson, 1839
    - Sjödrake (Phyllopteryx taeniolatus)

  - Släkte Pseudophallus Herald, 1940
  - Släkte Pugnaso Whitley, 1948
  - Släkte Siokunichthys Schultz, Herald, Lachner, Welander & Woods, 1953
  - Släkte Solegnathus Swainson, 1839
  - Släkte Stigmatopora Kaup, 1853
  - Släkte Stipecampus Whitley, 1948
  - Släkte Syngnathoides Bleeker, 1851
  - Släkte Syngnathus Linné, 1758 
    - Mindre kantnål (S. rostellatus)
    - Större kantnål (S. acus)
    - Tångsnälla (S. typhle)

  - Släkte Trachyrhamphus Kaup, 1853
  - Släkte Urocampus Günther, 1870
  - Släkte Vanacampus Whitley, 1951